# Anita Skorgan
Anita Skorgan (Oslo, 13 novembre 1958) è una cantante ed autrice norvegese.
È stata sposata con il cantante Jahn Teigen, con cui ha avuto una figlia.
Ha vinto il Melodi Grand Prix tre volte e di conseguenza ha rappresentato tre volte il suo paese all'Eurovision Song Contest.
Nell'edizione 1977 si è classificata quattordicesima con Casanova, mentre nel 1979 è arrivata undicesima con Oliver. Infine nell'edizione 1982 si è piazzata al dodicesimo posto con il brano Adieu, interpretato insieme al marito Jahn Teigen.
Nel 1979 ha ricevuto il premio Spellemannprisen nella categoria Album Pop con Ingen vei tilbake.